# Чемпіонат ФРН з футболу 1983—1984: Бундесліга
Сезон Бундесліги 1983–1984 був 21-им сезоном в історії Бундесліги, найвищого дивізіону футбольної першості ФРН. Він розпочався 12 серпня 1983 і завершився 26 травня 1984 року. Діючим чемпіоном країни був «Гамбург», який не зміг захистити свій титул, поступившись за гіршою різницею голів «Штутгарту», який і став чемпіоном країни сезону 1983/84. 

## Формат змагання
Кожна команда грала з кожним із суперників по дві гри, одній вдома і одній у гостях. Команди отримували по два турнірні очки за кожну перемогу і по одному очку за нічию. Якщо дві або більше команд мали однакову кількість очок, розподіл місць між ними відбувався за різницею голів, а за їх рівності — за кількістю забитих голів. Команда з найбільшою кількістю очок ставала чемпіоном, а дві найгірші команди напряму вибували до Другої Бундесліги, а третя команда з кінця проводила матчі плей-оф з бронзовим призером Другої Бундесліги за право участі у Бундеслізі на наступний сезон.

## Зміна учасників у порівнянні з сезоном 1982–83
«Карлсруе» і «Герта» (Берлін) напряму вибули до Другої Бундесліги, фінішувавши на двох останніх місцях турнірної таблиці попереднього сезону. На їх місце до вищого дивізіону підвищилися «Вальдгоф» і «Кікерс» (Оффенбах). Бундеслігу також залишив «Шальке 04», який програв у двоматчевому плей-оф за право виступів у найвищому німецькому дивізіоні «Юрдінгену 05».

## Команди-учасниці
| Клуб                            | Місто                 | Стадіон                   | Вміщує |
| ------------------------------- | --------------------- | ------------------------- | ------ |
| «Армінія» (Білефельд)           | Білефельд             | Білефельд Альм            | 35,000 |
| «Бохум»                         | Бохум                 | Воновія Рурштадіон        | 40,000 |
| «Айнтрахт» (Брауншвейг)         | Брауншвейг            | Гамбургер Штрассе Штадіон | 38,000 |
| «Вердер»                        | Бремен                | Везерштадіон              | 32,000 |
| «Боруссія» (Дортмунд)           | Дортмунд              | Зігналь Ідуна Парк        | 54,000 |
| «Фортуна» (Дюссельдорф)         | Дюссельдорф           | Райнштадіон               | 59,600 |
| «Айнтрахт» (Франкфурт-на-Майні) | Франкфурт-на-Майні    | Вальдштадіон              | 62,000 |
| «Гамбург»                       | Гамбург               | Фолькспаркштадіон         | 80,000 |
| «Кайзерслаутерн»                | Кайзерслаутерн        | Бетценберг                | 42,000 |
| «Кельн»                         | Кельн                 | Рейн Енергі Штадіон       | 61,000 |
| «Баєр 04»                       | Леверкузен            | Ульріх Габерланд Штадіон  | 20,000 |
| «Вальдгоф»                      | Людвігсгафен-на-Рейні | Зюдвестштадіон            | 75,000 |
| «Боруссія» (Менхенгладбах)      | Менхенгладбах         | Бекельбергштадіон         | 34,500 |
| «Баварія» (Мюнхен)              | Мюнхен                | Олімпіаштадіон            | 80,000 |
| «Нюрнберг»                      | Нюрнберг              | Штедтішес Штадіон         | 64,238 |
| «Кікерс» (Оффенбах)             | Оффенбах-на-Майні     | Біберер-Берг              | 30,000 |
| «Штутгарт»                      | Штутгарт              | Неккарштадіон             | 72,000 |
| «Юрдінген 05»                   | Крефельд              | Гротенбург-Штадіон        | 28,000 |

- ↑  «Вальдгоф» проводив свої домашні ігри у сусідньому Людвігсгафені-на-Рейні, оскільки його домашня арена не відповідала вимогам Бундесліги.

## Турнірна таблиця
| Поз | Команда                         | І  | В  | Н  | П  | ГЗ | ГП  | РГ  | О  | Кваліфікація або пониження                    |
| --- | ------------------------------- | -- | -- | -- | -- | -- | --- | --- | -- | --------------------------------------------- |
| 1   | «Штутгарт» (C)                  | 34 | 19 | 10 | 5  | 79 | 33  | +46 | 48 | Перший раунд Кубка чемпіонів 1984—1985        |
| 2   | «Гамбург»                       | 34 | 21 | 6  | 7  | 75 | 36  | +39 | 48 | Перший раунд Кубка УЄФА 1984—1985             |
| 3   | «Боруссія» (Менхенгладбах)      | 34 | 21 | 6  | 7  | 81 | 48  | +33 | 48 | Перший раунд Кубка УЄФА 1984—1985             |
| 4   | «Баварія» (Мюнхен)              | 34 | 20 | 7  | 7  | 84 | 41  | +43 | 47 | Перший раунд Кубка володарів кубків 1984—1985 |
| 5   | «Вердер»                        | 34 | 19 | 7  | 8  | 79 | 46  | +33 | 45 | Перший раунд Кубка УЄФА 1984—1985             |
| 6   | «Кельн»                         | 34 | 16 | 6  | 12 | 70 | 57  | +13 | 38 | Перший раунд Кубка УЄФА 1984—1985             |
| 7   | «Баєр 04»                       | 34 | 13 | 8  | 13 | 50 | 50  | 0   | 34 |                                               |
| 8   | «Армінія» (Білефельд)           | 34 | 12 | 9  | 13 | 40 | 49  | −9  | 33 |                                               |
| 9   | «Айнтрахт» (Брауншвейг)         | 34 | 13 | 6  | 15 | 54 | 69  | −15 | 32 |                                               |
| 10  | «Баєр 05» (Юрдінген)            | 34 | 12 | 7  | 15 | 66 | 79  | −13 | 31 |                                               |
| 11  | «Вальдгоф»                      | 34 | 10 | 11 | 13 | 45 | 58  | −13 | 31 |                                               |
| 12  | «Кайзерслаутерн»                | 34 | 12 | 6  | 16 | 68 | 69  | −1  | 30 |                                               |
| 13  | «Боруссія» (Дортмунд)           | 34 | 11 | 8  | 15 | 54 | 65  | −11 | 30 |                                               |
| 14  | «Фортуна» (Дюссельдорф)         | 34 | 11 | 7  | 16 | 63 | 75  | −12 | 29 |                                               |
| 15  | «Бохум»                         | 34 | 10 | 8  | 16 | 58 | 70  | −12 | 28 |                                               |
| 16  | «Айнтрахт» (Франкфурт-на-Майні) | 34 | 7  | 13 | 14 | 45 | 61  | −16 | 27 | Плей-оф за місце у Бундеслізі                 |
| 17  | «Кікерс» (Оффенбах) (R)         | 34 | 7  | 5  | 22 | 48 | 106 | −58 | 19 | Пониження у класі до Другої Бундесліги        |
| 18  | «Нюрнберг» (R)                  | 34 | 6  | 2  | 26 | 38 | 85  | −47 | 14 | Пониження у класі до Другої Бундесліги        |

1. 1 2  Оскільки «Баварія» (Мюнхен) кваліфікувалася до Кубка володарів кубків, її місце у Кубку УЄФА перейшло до «Кельна».

## Результати
| Команда                         | АРМ | БОХ | АЙБ | ВЕР | БРД | ФОР | АЙФ | ГАМ | КАЙ | КЕЛ | Б04 | ВАЛ | БРМ | БАВ | НЮР | КІК | ШТТ | ЮРД |
| ------------------------------- | --- | --- | --- | --- | --- | --- | --- | --- | --- | --- | --- | --- | --- | --- | --- | --- | --- | --- |
| «Армінія» (Білефельд)           | —   | 2–1 | 0–0 | 2–0 | 0–0 | 1–3 | 2–1 | 0–1 | 3–2 | 1–2 | 3–0 | 1–1 | 2–2 | 1–3 | 1–0 | 3–1 | 0–0 | 3–1 |
| «Бохум»                         | 2–3 | —   | 3–1 | 3–3 | 2–2 | 6–1 | 4–1 | 1–1 | 4–1 | 2–3 | 2–1 | 1–0 | 0–4 | 3–1 | 2–0 | 1–0 | 0–1 | 2–2 |
| «Айнтрахт» (Брауншвейг)         | 2–0 | 3–1 | —   | 1–2 | 5–0 | 4–1 | 4–3 | 0–0 | 4–0 | 2–2 | 0–0 | 3–2 | 3–1 | 1–2 | 1–0 | 4–4 | 1–0 | 1–2 |
| «Вердер»                        | 3–0 | 5–2 | 4–0 | —   | 2–1 | 2–0 | 2–3 | 0–0 | 1–1 | 1–0 | 3–0 | 5–0 | 2–0 | 3–2 | 2–0 | 8–1 | 1–2 | 5–2 |
| «Боруссія» (Дортмунд)           | 1–0 | 1–1 | 0–2 | 2–3 | —   | 6–0 | 2–0 | 1–2 | 1–0 | 0–0 | 3–0 | 4–1 | 4–1 | 1–1 | 3–1 | 4–1 | 0–3 | 2–1 |
| «Фортуна» (Дюссельдорф)         | 0–0 | 1–1 | 4–0 | 3–4 | 7–0 | —   | 4–2 | 2–3 | 1–5 | 2–0 | 2–2 | 1–2 | 4–1 | 4–1 | 2–1 | 5–0 | 3–0 | 1–1 |
| «Айнтрахт» (Франкфурт-на-Майні) | 1–1 | 1–0 | 1–2 | 0–0 | 2–2 | 3–0 | —   | 0–0 | 3–0 | 0–2 | 2–2 | 1–3 | 1–1 | 0–0 | 3–1 | 3–0 | 1–3 | 2–2 |
| «Гамбург»                       | 2–0 | 2–1 | 3–0 | 4–0 | 7–2 | 5–2 | 0–2 | —   | 3–2 | 2–2 | 3–0 | 2–3 | 2–1 | 2–1 | 4–0 | 6–0 | 0–2 | 2–2 |
| «Кайзерслаутерн»                | 6–0 | 2–0 | 3–1 | 3–3 | 2–2 | 5–2 | 1–0 | 0–2 | —   | 2–2 | 3–0 | 2–0 | 0–2 | 0–1 | 4–2 | 1–1 | 2–2 | 5–2 |
| «Кельн»                         | 2–3 | 3–0 | 2–1 | 1–4 | 5–2 | 1–0 | 7–0 | 1–4 | 1–4 | —   | 2–0 | 2–0 | 1–2 | 2–0 | 3–1 | 1–0 | 2–2 | 3–0 |
| «Баєр 04»                       | 0–0 | 3–0 | 3–0 | 0–0 | 4–2 | 2–0 | 2–2 | 2–0 | 2–0 | 2–1 | —   | 0–1 | 1–2 | 1–5 | 3–0 | 3–1 | 1–1 | 3–1 |
| «Вальдгоф»                      | 0–2 | 3–3 | 2–2 | 2–0 | 4–1 | 1–1 | 1–1 | 0–1 | 2–0 | 2–2 | 0–3 | —   | 2–3 | 0–0 | 1–0 | 6–1 | 2–2 | 1–4 |
| «Боруссія» (Менхенгладбах)      | 3–0 | 4–2 | 6–2 | 3–1 | 2–1 | 1–1 | 1–1 | 4–0 | 3–2 | 4–2 | 3–1 | 3–0 | —   | 3–0 | 2–0 | 3–2 | 2–0 | 7–1 |
| «Баварія» (Мюнхен)              | 3–1 | 5–1 | 6–0 | 0–0 | 1–0 | 1–1 | 3–0 | 1–0 | 5–2 | 4–2 | 2–1 | 6–0 | 4–0 | —   | 4–2 | 9–0 | 2–2 | 3–2 |
| «Нюрнберг»                      | 2–0 | 3–1 | 4–2 | 2–0 | 0–2 | 2–1 | 0–0 | 1–6 | 3–4 | 1–3 | 2–3 | 0–0 | 1–3 | 2–4 | —   | 4–0 | 0–6 | 2–4 |
| «Кікерс» (Оффенбах)             | 2–2 | 2–2 | 1–2 | 3–7 | 0–0 | 5–1 | 2–1 | 0–4 | 3–2 | 2–0 | 0–2 | 0–2 | 4–3 | 2–3 | 3–1 | —   | 1–2 | 3–2 |
| «Штутгарт»                      | 1–0 | 4–2 | 3–0 | 3–0 | 3–1 | 6–0 | 2–2 | 0–1 | 5–1 | 3–2 | 2–2 | 0–0 | 0–0 | 1–0 | 7–0 | 5–1 | —   | 4–0 |
| «Баєр 05» (Юрдінген)            | 1–3 | 1–2 | 4–0 | 0–3 | 2–1 | 1–3 | 5–2 | 3–1 | 3–1 | 4–6 | 2–1 | 1–1 | 1–1 | 1–1 | 1–0 | 4–2 | 3–2 | —   |

## Плей-оф за місце в Бундеслізі
«Айнтрахт» (Франкфурт-на-Майні) змагався із бронзовим призером Другої Бундесліги «Дуйсбургом» у двоматчевому плей-оф за місце у Бундеслізі на наступний сезону. «Айнтрахт» переміг за сумою двох ігор 6–1, зберігши за собою місце у найвищому німецькому дивізіоні.
| 1 червня 1984 |

| «Дуйсбург» | 0–5             | «Айнтрахт» (Франкфурт-на-Майні)                                 |
| ---------- | --------------- | --------------------------------------------------------------- |
|            | Протокол (нім.) | Свенссон 23' Мюллер 53' Фалькенмаєр 68' Тоболлік 78' Кремер 80' |

| Ведауштадіон, Дуйсбург Глядачів: 29,000 Арбітр: Вільфрід Гайтманн (Дрентведе) |

| 5 червня 1984 |

| «Айнтрахт» (Франкфурт-на-Майні) | 1–1             | «Дуйсбург»  |
| ------------------------------- | --------------- | ----------- |
| Мюллер 83'                      | Протокол (нім.) | Шліппер 80' |

| Вальдштадіон, Frankfurt Глядачів: 42,000 Арбітр: Ганс-Петер Дельвінг (Трір) |

## Найкращі бомбардири
26 голів
- Карл-Гайнц Румменігге («Баварія» (Мюнхен))

20 голів
- Клаус Аллофс («Кельн»)

19 голів
- Франк Міль («Боруссія» (Менхенгладбах))

18 голів
- Крістіан Шраєр («Бохум»)
- Руді Феллер («Вердер»)

17 голів
- П'єр Літтбарскі («Кельн»)

16 голів
- Фріц Вальтер («Вальдгоф»)

15 голів
- Томас Аллофс («Кайзерслаутерн»)
- Фрідгельм Функель («Юрдінген 05»)
- Дітер Шацшнайдер («Гамбург»)
- Герберт Вас («Баєр 04»)

## Склад чемпіонів
| «Штутгарт» |
| --- |
| Воротарі: Гельмут Роледер (29); Армін Єгер (6). Захисники: Гвідо Бухвальд (34 / 3); Бернд Ферстер (31 / 2); Карл-Гайнц Ферстер (к; 29 / 2); Гюнтер Шефер (26 / 2); Ганс-Петер Макан (24 / 1); Райнер Ціч (10). Півзахисники: Германн Оліхер (32 / 8); Асгейр Сігурвінссон (31 / 12); Карл Алльгевер (29 / 12); Курт Нідермаєр (27 / 3); Андреас Мюллер (20 / 5); Кемпе (13 / 1). Нападники: Петер Райхерт (31 / 13); Вальтер Кельш (29 / 3); Дан Корнеліуссон (28 / 12); Ахім Глюклер (1); Руді Лорх (1). (кількість ігор і голів наведені у дужках) Головний тренер: Гельмут Бентгаус. |